# Sokolova kupola
Sokolova kupola (perz. گنبد باز; Gonbad-e Baz) je mauzolej u iranskom gradu Natanzu, smješten na jednom od istočnih vrhova Karkasa. Nalazi se na 2122 m nadmorske visine tj. oko 500 m u odnosu na okolicu. Građevina se datira u safavidsko razdoblje (16. − 18. st.) i prema predaji podigao ju je Abas I. Veliki u čast svog lovačkog sokola. U travnju 1967. Sokolova kupola uvrštena je na popis iranske kulturne baštine, a djelomično urušena kupola rekonstruirana je 1995. godine.

## Legenda
Prema lokalnoj predaji Abas Veliki (vl. 1587.−1629.) sudjelovao je lovu na planinama, ožednio i počeo tražiti vodu. Kada je napokon pronašao mali izvor, na njega se iznenada počeo obrušavati vlastiti lovački sokol. Iscrpljen i bijesan, vladar ga ubija pticu. Međutim, kada se sagnuo za prvi gutljaj vode, opazio je opasnu zmiju koja je u izvor pljucala otrov. Uviđajući da ga je sokol zapravo pokušao upozoriti na opasnost, Abas pokajnički naređuje svojim arhitektima izgradnju mauzoleja u čast svojoj privrženoj životinji.

## Arhitektura
Mauzolej visok 14 m strukturalno se sastoji od kamene platforme, poligonalnog paviljona i kupole. Kamena platforma urezana je na samom vrhu 2122 m visoke planine do kojeg vodi zahtjevna staza duga 2,5 km. Postoje pretpostavke kako je mjesto ranije korišteno kao zoroastrijski toranj tišine (mjesto za odlaganje mrtvih) ili vojna promatračnica. Donji dio građevine oblikovan je kao karakterističan safavidski paviljon; ima oktogonalnu bazu i prostrane lukove na pročeljima. Prilazi mu se sa sjeverozapadne strane gdje se nalazi 11 stepenica. Paviljon je okrunjen netipičnom elipsastom kupolom promjera 4,5 m i visine 8 m.

## Poveznice
- Natanz

## Vanjske poveznice
|  | Zajednički poslužitelj ima još gradiva o temi Sokolova kupola |